# Carlos Cañizales
Carlos Cañizales (* 11. März 1993 in Caracas, Venezuela, als Carlos Antonio Canizales Civira) ist ein venezolanischer Profiboxer im Halbfliegengewicht. 
Am 18. März 2018 wurde Canizales regulärer Weltmeister der WBA in dieser Gewichtsklasse, als er den Japaner Reiya Konishi um jenen vakanten Titel durch einstimmige Punktrichterentscheidung bezwang.
Der 1,60 m große Canizales boxt in der Normalauslage.